# Diódoro Carrasco Altamirano
Diódoro Humberto Carrasco Altamirano (San Juan Bautista Cuicatlan, Oaxaca; 30 de enero de 1954) es un político mexicano. Fue miembro del Partido Revolucionario Institucional la mayor parte de su carrera política, al que renunció en 2005. Se desempeñó como Secretario de Gobernación de 1999 a 2000 durante la gestión de Ernesto Zedillo y Gobernador de Oaxaca de 1992 a 1998. Además ha sido Diputado, Senador y Secretario de Planeación y coordinador del COPLADE del Gobierno de Oaxaca durante la gestión de Heladio Ramírez López. 
Es considerado un importante político mexicano y que al morir el secretario de Gobernación Juan Camilo Mouriño en 2008, se especuló que quizás él sería quién fuera a tomar su lugar en el gabinete de Felipe Calderón.

## Trayectoria y actualidad
- Diódoro Carrasco nació el  30 de enero de 1954, San Juan Bautista Cuicatlán, Oaxaca.
- Se graduó como Lic. en Economía en el Instituto Tecnológico Autónomo de México (ITAM) en la Generación 72-76.
- Fue Secretario de Planeación y Coordinador General del Coplade del Gobierno del Estado de Oaxaca de 1986 a 1991. Coordinó el Plan de Gobierno y los Programas Anuales de Inversión.
- Fue Senador de la República por el Estado de Oaxaca en la LV Legislatura Federal (1991 – 1992).
- Fue Secretario de la Comisión de Hacienda y sustentó la reforma al Artículo 4 constitucional para el reconocimiento del carácter pluricultural de la nación mexicana.
- Fue Gobernador Constitucional del Estado de Oaxaca de 1992 a 1998. Construyó la Autopista Oaxaca – Cuaxnopala,  y promovió el rescate del ex convento de Sto. Domingo para convertirlo en uno de los Centros Culturales más importantes de América Latina, que ofrece a los oaxaqueños la Biblioteca Francisco de Burgoa, el Jardín Histórico Etnobotánico, la Hemeroteca Néstor Sánchez y el Museo de las Culturas de Oaxaca, desde 1998.
- Fue Subsecretario de Gobierno de la Secretaría de Gobernación (1998 – 1999)
- Fue secretario de Gobernación (1999 – 2000). Tuvo intervención directa para la solución del conflicto de la UNAM, condujo la transición democrática pacífica.
- Fue diputado federal en la LX Legislatura y presidente de la Comisión de Gobernación de la Cámara de Diputados del H. Congreso de la Unión donde se aprobó la Reforma del COFIPE, Reforma Electoral y Selección de los nuevos Consejeros del IFE.
- Actualmente preside el Consejo Consultivo de la Fundación para la Reserva de la Biósfera Cuicatlán, Oaxaca, A.C.
- También colabora semanalmente con el Diario Milenio.
- Participa con un comentario semanal en EFEKTO TV.
- Es director general de AGP Consultoría.

## Gobernador de Oaxaca

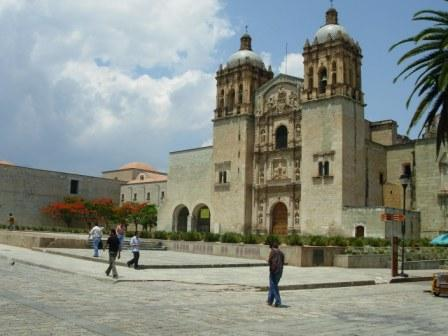
Santo Domingo Oaxaca

Diódoro Carrasco fue gobernador de Oaxaca de 1992 a 1998, en donde durante su gobierno se construyó la Autopista Oaxaca – Cuaxnopala, la cual conecta la capital del estado de Oaxaca con la Ciudad de México en un trayecto de 6-7 horas. También durante su gobierno, se llevó a cabo el rescate del ex convento de Sto. Domingo para convertirlo en uno de los Centros Culturales más importantes de América Latina, que ofrece a los oaxaqueños la Biblioteca Francisco de Burgoa, el Jardín Histórico Etnobotánico, la Hemeroteca Néstor Sánchez y el Museo de las Culturas de Oaxaca, desde 1998.
Se construyó la central planta eolítica “La Ventosa” en el Istmo de Tehuantepec, innovando en la generación de energía eléctrica por este medio en México.en el sexenio de Felipe Calderón
Durante su mandato en este estado también se modernizó la infraestructura aeroportuaria; se puso en marcha la terminal de vuelos comerciales en Ciudad Ixtepec y que hoy en la actualidad ya no hay vuelos comerciales , se instaló la iluminación del Aeropuerto Internacional de Puerto Escondido y se inició la construcción del aeropuerto de Loma Bonita el cual mantiene comunicación con la Ciudad de Oaxaca y el puerto de Veracruz. 
A su vez en el Puerto de Salina Cruz se instaló la Administración Portuaria Integral de Salina Cruz, con lo que se logró la modernización de la infraestructura, maquinaria del puerto y la reestructuración de la zona industrial pesquera. El puerto ocupa el segundo lugar en la operación de contenedores en el Pacífico Mexicano.
Se generaron 18 mil 850 empleos directos e indirectos en el sector turístico durante su mandato.

## Secretario de Gobernación
Durante la administración de Ernesto Zedillo, Carrasco desempeñó el cargo de Secretario de Gobernación de 1999 a 2000, en donde intervino directamente en el conflicto de la Huelga estudiantil de la UNAM (1999-2000)  así como en la transición democrática en el año 2000.

## LX Legislatura
Diódoro Carrasco fue el coordinador de la precampaña presidencial por el PRI de Enrique Jackson al interior del grupo "Unidad Democrática", conocido como TUCOM (Todos Unidos Contra Madrazo) Al resultar electo Arturo Montiel precandidato del grupo, terminó su encargo. Renunció al partido por desacuerdos políticos y expresó su apoyo al candidato del PAN Felipe Calderón. Consecuentemente, fue incluido en la lista plurinominal del PAN a la Cámara de Diputados, junto con otros expriístas como Addy Joaquín Coldwell. Fue diputado federal durante la LX Legislatura por el PAN y presidente de la Comisión de Gobernación.